# Prenoceratop
El prenoceratop (Prenoceratops) és un gènere de dinosaure que visqué al període Cretaci superior, al Campanià, fa entre 83 i 74 milions d'anys. Els seus fòssils s'han trobat a l'estat de Montana, EUA.
Prenoceratops fou descrit per primera vegada per Brenda J. Chinnery l'any 2004.